# Godomar Ier
Godomar Ier (également Gundimar, Godomar ou Gondemar) est le fils et successeur de Gibica, roi des Burgondes. Il succéda à son père en 406 ou 407 et régna jusqu'en 411. Conformément au principe successoral de la tanistrie, il fut remplacé par son frère Giselher.
Dans la chanson des Nibelungen, il s'appelle Gernot (parfois Gernoz) et il est le frère de Giselher et Gundahar.
Dans la mythologie nordique, il s'appelle Guthormr, et il était le meurtrier de Sigurd (Siegfried), le tueur de dragon.